# Leodegar Kneissler von Maixdorf
Leodegar Kneissler von Maixdorf (uváděn též jako Kneißler) (21. listopadu 1844 Olomouc – 20. února 1925 Waitzendorf) byl rakousko-uherský admirál. U c. k. námořnictva sloužil od roku 1861 a zúčastnil se několika válek na moři. V letech 1904–1911 byl zástupcem vrchního velitele námořnictva a v roce 1910 dosáhl hodnosti admirála. Po první světové válce žil v Brně a pobíral výsluhu jako penzionovaný generál československé armády.

## Biografie

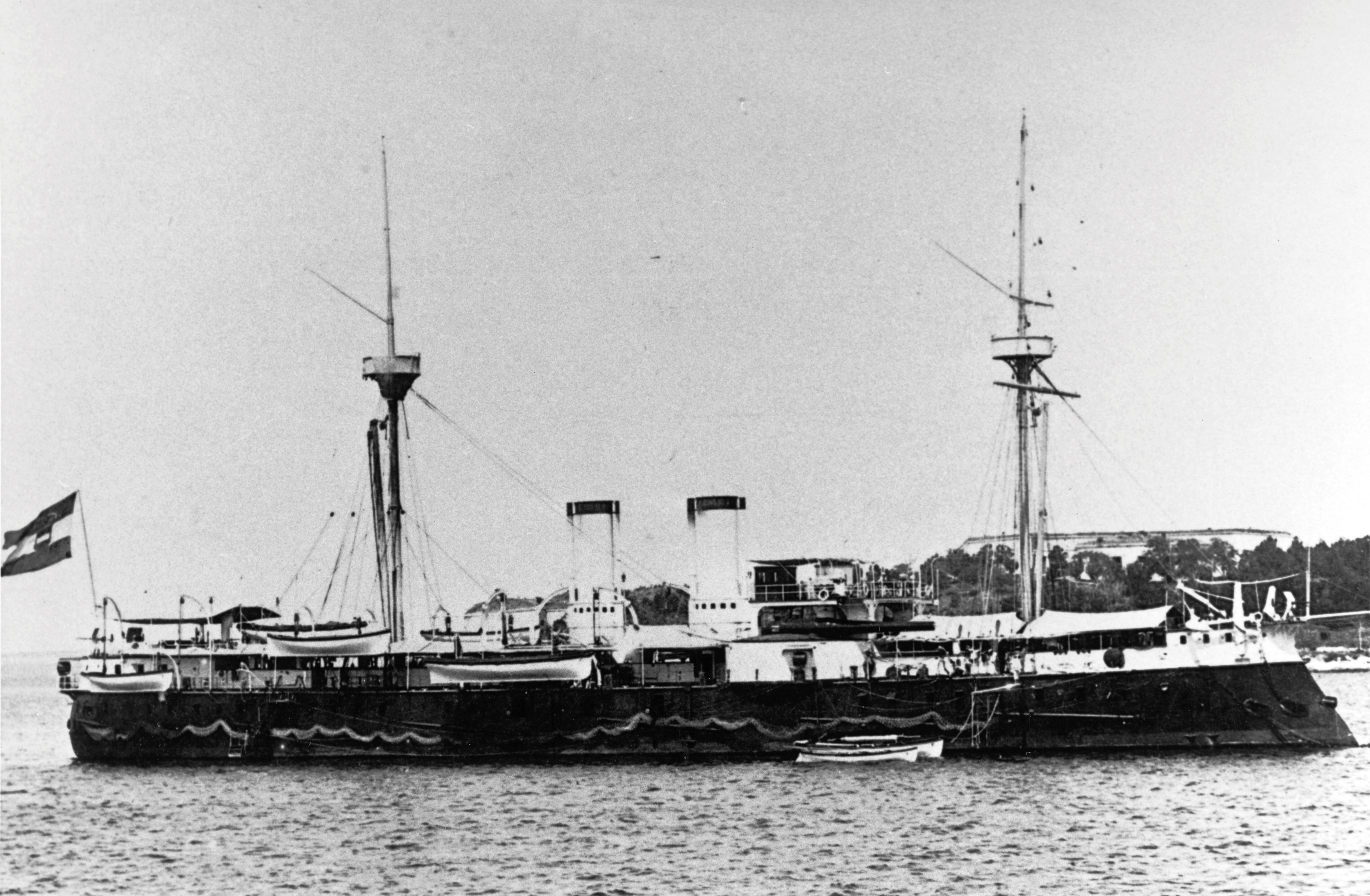
SMS Kronprinzessin Erzehrzogin Stephanie, vlajková loď Leodegara Kneisslera v roce 1897

Narodil se v Olomouci jako syn c. k. majora Leodegara Kneisslera (1811–1886). Nejprve studoval na vojenských školách v Krakově a Rijece a absolvoval jeden ročník na Tereziánské vojenské akademii ve Vídeňském Novém Městě (1860–1861). V roce 1860 nastoupil jako kadet k námořní pěchotě a v následujícím roce absolvoval na parníku Greif cestu na Korfu. V roce 1862 prošel kurzem pro důstojníky dělostřelectva na výcvikové lodi SMS Adria a poté byl přidělen k pluku námořní pěchoty. Za války s Itálií v roce 1866 bojoval v bitvě u Visu a téhož roku byl povýšen na praporčíka.  V letech 1870–1871 se na korvetě SMS Dandolo plavil do jižní Ameriky a jižní Afriky a poté dva roky strávil mimo aktivní službu na dovolené (1872–1874). V dalších letech byl na různých lodích dělostřeleckým důstojníkem, vykonával službu v přístavech Terst a Pula, mimo jiné působil i jako pedagog na výcvikové lodi SMS Adria. Mezitím postupoval v hodnostech (poručík II. třídy 1878, poručík I. třídy 1880).
Během povstání v Dalmácii v roce 1882 byl na pobřeží velitelem výsadku námořní pěchoty, poté byl dělostřeleckým důstojníkem na větších lodích, ale i velitelem menších plavidel. V roce 1885 byl vyslán do Anglie a poté sloužil u vojenského velitelství námořní základny v Pule. V roce 1889 byl povýšen na korvetního kapitána a jmenován prvním důstojníkem na křižníku SMS Kaiser Franz Joseph I. (1889–1891). V hodnosti fregatního kapitána (1893) byl jako vojenský referent přeložen k oblastnímu námořnímu velitelství v Terstu a v roce 1895 byl na korvetě SMS Donau přidělen jako doprovod arcivévodovi Františku Ferdinandovi na cestě do severní Afriky. V roce 1895 byl zároveň povýšen na kapitána řadové lodi. Několik let působil u Námořního technického výboru a v roce 1897 se jako velitel obrněné lodi SMS Kronprinzessin Erzherzogin Stephanie zúčastnil mezinárodní blokády Kréty. V roce 1898 jako velitel jachty Pelikan doprovázel generála Ludwiga Windischgrätze na inspekční cestě do Boky Kotorské, na stejné lodi v roce 1899 znovu doprovázel následníka trůnu Františka Ferdinanda na jeho ozdravné cestě do Egypta. V letech 1899–1900 byl velitelem bitevní lodi lodi SMS Monarch.
V letech 1900–1902 byl velitelem oblastního námořního velitelstvi v Terstu a k datu 1. ledna 1901 byl povýšen do hodnosti kontradmirála. V letech 1902–1903 byl velitelem eskadry a v letech 1903–1904 velitelem 1. námořní divize. V roce 1904 byl jmenován zástupcem velitele námořní základny v Pule, v této funkci strávil jen půl roku a nakonec byl v letech 1904–1911 zástupcem šéfa námořní sekce na ministerstvu války, tj. současně zástupcem vrchního velitele námořnictva. Dne 1. listopadu 1905 byl povýšen na viceadmirála a nakonec dosáhl hodnosti admirála (1. listopadu 1910).
Ke dni 1. července 1911 byl penzionován. Usadil se v Brně, kde se uvádí přihlášen k pobytu za první světové války a ještě v roce 1920. Jeho bydlištěm byl nájemní dům v ulici Kottgasse č. p. 9 (dnešní Körnerova). Po rozpadu monarchie se kvůli nároku na výslužné přihlásil do československé armády a v roce 1920 mu byla přiznána hodnost generála III. třídy ve výslužbě s nárokem na penzi.
Zemřel 20. února 1925 ve věku 80 let ve Waitzendorfu v Dolním Rakousku a byl pohřben na hřbitově v nedalekém Sankt Pölten. 
V roce 1885 se oženil s Rosou Pindterovou von Pindtershofen. Měli spolu tři syny, Leodegara, Ludwiga a Leonharda. 

## Tituly a ocenění
Během služby u námořnictva se stal nositelem řady vyznamenání v Rakousku-Uhersku i v zahraničí. V roce 1896 byl povýšen do šlechtického stavu s predikátem Edler von Maixdorf. Při příležitosti odchodu do penze obdržel v roce 1911 titul c. k. tajného rady s nárokem na oslovení Excelence.

### Rakousko-Uhersko
- Válečná medaile (1873)
- Vojenský záslužný kříž (1882)
- Služební odznak pro důstojníky III. třídy (1886)
- Řád železné koruny III. třídy  (1898)
- Jubilejní pamětní medaile (1898)
- Služební odznak pro důstojníky II. třídy (1902)
- komandérský kříž Leopoldova řádu (1908)
- Vojenský jubilejní kříž (1908)
- Řád železné koruny I. třídy (1911)

### Zahraničí
- Řád slávy III. třídy (1871, Tunisko)
- komandérský kříž Řádu meče (1891, Švédsko)
- Řád Medžidie II. třídy (1899, Osmanská říše)
- Řád pruské koruny II. třídy (1902, Německo)
- velkokříž Řádu Spasitele (1903, Řecko)
- velkokříž Řádu posvátného pokladu (1910, Japonsko)